# Graham Moore
Graham Moore (Chicago, 18 de outubro de 1981) é um roteirista estadunidense. Venceu o Oscar de melhor roteiro adaptado na edição de 2015 pela realização da obra The Imitation Game.

## Filmografia
- The Imitation Game (2014)
- 10 Things I Hate About You (2010)

## Prêmios e indicações
- Venceu: Oscar de melhor roteiro adaptado - The Imitation Game (2014)